# Ankobra
L’Ankobra è un fiume situato nel Ghana. Sorge ad est di Wiawso e scorre per 190 km a sud sino al Golfo di Guinea, dove si getta nell'Oceano Atlantico. Il suo corso si estende interamente nella parte meridionale del Ghana.
Il fiume Ankobra riceve le acque del fiume Nini. Delle piccole imbarcazioni possono risalire sino a 80 km nell'entroterra grazie al suo corso, mentre il resto del percorso contiene numerose rapide. Lungo il percorso del fiume, in particolare nella parte più prossima alla fonte, sorgono numerose centrali idroelettriche.
|  |  |  |  |